# Art Cruickshank
Pour les articles homonymes, voir Cruickshank.
Art Cruickshank (17 décembre 1918 - 22 mai 1983) était un artiste américain d'effets spéciaux qui a travaillé à la fois chez Walt Disney Productions et 20th Century Fox. Avant d'être dans les effets spéciaux, il était cadreur chez Disney.

## Biographie
Art Cruickshank est né en 1918. Il intègre la société Walt Disney Productions en février 1939 comme cadreur sur les dessins animés. Courant 1940, le studio déménage des studios d'Hyperion Avenue  pour ceux de Burbank et Cruickshank se voit confier le layout avec la Caméra multiplane.
Il travaille alors avec Ub Iwerks qui améliore alors le système et l'initie à l'impression optique et les effets spéciaux d'image. Il travaille sur de nombreuses productions sans être crédité comme Blanche-Neige et les Sept Nains (1937), Pinocchio (1940), Fantasia (1940), Bambi (1942), Alice au pays des merveilles (1951) ou Vingt Mille Lieues sous les mers (1954). Son premier crédit officiel concerne l'épisode Magic and Music diffusé en 1958 dans Disneyland, où il effectue le paramétrage optique, l'épisode étant une compilation de trois courts métrages reliés entre eux par des interactions entre Walt Disney et le Miroir magique.
En 1964, le studio 20th Century-Fox lui propose de le débaucher et durant sept ans il participe à de nombreuses productions comme La Planète des singes (1968), Tora ! Tora ! Tora ! (1970), L'Extravagant Docteur Dolittle (1967) ou Le Voyage fantastique (1966). Pour ce dernier il réalise les effets spéciaux optiques mais aussi les maquettes et obtient un Oscar. En 1971, la 20th Century-Fox réduit le budget de son service d'effets spéciaux et Robert W. Gibeaut, à la tête des studios Disney, lui propose de revenir.

## Filmographie
1966 : Le Voyage fantastique
1967 : F comme Flint
1973 : Charley et l'Ange
1973 : Nanou, fils de la Jungle
1974 : L'Île sur le toit du monde
1975 : Le Gang des chaussons aux pommes
1975 : La Montagne ensorcelée
1976 : La Folle Escapade
1976 : Un vendredi dingue, dingue, dingue
1976 : Gus
1976 : Un candidat au poil
1976 : Le Trésor de Matacumba
1977 : La Coccinelle à Monte-Carlo
1977 : Peter et Elliott le dragon
1978 : Le Chat qui vient de l'espace
1978 : Tête brûlée et pied tendre (Hot Lead and Cold Feet) de Robert Butler
1978 : Les Visiteurs d'un autre monde
1976 : The North Avenue Irregulars
1979 : Le Retour du gang des chaussons aux pommes
1979 : Le Trou noir

## Oscars
Il a été sélectionné pour deux oscars dans la catégorie des meilleurs effets visuels
- 39e cérémonie des Oscars - Voyage fantastique . Gagné[5].
- 52e Oscars - Nommé pour Le Trou noir (The Black Hole). Nomination partagée avec Harrison Ellenshaw, Peter Ellenshaw, Joe Hale, Danny Lee et Eustace Lycett . Perdu à Alien[6].